# Erin Hunter
Erin Hunter is een pseudoniem dat wordt gebruikt door een schrijverscollectief bestaande uit Cherith Baldry, Kate Cary, Tui Sutherland, Gillian Philip, Bas Vandeun, Mantie, Inbali Iserles en Victoria Holmes als redactrice. Erin Hunter is vooral bekend van de boekenserie Warrior Cats. Andere werken die onder dit pseudoniem worden uitgegeven zijn de series Seekers, Bravelands en Survivor dogs.
Op Sutherland na, die in de Verenigde Staten woont, wonen alle schrijfsters in het Verenigd Koninkrijk. Het idee voor Warrior Cats en Seekers komt van Holmes, die de personages en verhaallijnen bedenkt. Baldry, Cary en Sutherland, die elkaar nog nooit ontmoet hebben en voornamelijk via e-mail communiceren, zijn verantwoordelijk voor het schrijven van de manuscripten. Holmes verricht redactiewerk om ervoor te zorgen dat het hele boek leest alsof het door één schrijfster geschreven is (Erin Hunter). Philip en Iserles voegden zich als laatste bij het collectief en werken aan Survivor dogs.